# Asunción Lledó Martínez
Asunción Lledó Martínez (Crevillente, 1890-Madrid, 1936) fue una actriz de teatro y cantante española.

## Biografía
Nacida el 4 de octubre de 1890 en la localidad alicantina de Crevillente, contaba en una entrevista que se instaló en Madrid con un mes de edad. Su debut se habría producido en el Teatro Eslava y más adelante actuó en el Teatro Reina Victoria. Llegó a ser nombrada hija predilecta de su localidad natal, en 1922. Considerada una artista popular y célebre en su época, falleció el 22 de mayo de 1936 en Madrid.